# Грабіни (Підкарпатське воєводство)
Грабіни (пол. Grabiny) — село в Польщі, у гміні Чорна Дембицького повіту Підкарпатського воєводства.
Населення — 1959 осіб (2011).
У 1975-1998 роках село належало до Тарновського воєводства.

## Демографія
Демографічна структура станом на 31 березня 2011 року:
|          | Загалом | Допрацездатний вік | Працездатний вік | Постпрацездатний вік |
| -------- | ------- | ------------------ | ---------------- | -------------------- |
| Чоловіки | 973     | 216                | 667              | 90                   |
| Жінки    | 986     | 187                | 611              | 188                  |
| Разом    | 1959    | 403                | 1278             | 278                  |